# 두 여인 (1960년 대한민국 영화)
"두 여인"은 1960년에 개봉한 대한민국의 영화이다.

## 캐스팅
- 문정숙
- 박암
- 이민자
- 전영선
- 이태호
- 김정림
- 성소민
- 김승호
- 복혜숙
- 주증녀
- 허장강
- 김희갑
- 서월영
- 최남현